# Svovlsur ammoniak
Svovlsur ammoniak (bruttoformel: (NH4)2SO4) er svovlsyrens ammoniumsalt, som også hedder diammoniumsulfat eller blot ammoniumsulfat. Det er et salt der består af to ammonium-ioner (NH4+) og en sulfat-ion (SO4− −).
Svovlsur ammoniak er en kvælstofgødning, som er yderst letopløselig, og som giver planterne kvælstoffet i ammoniumform (modsat de mange "salpeter"-gødninger, der giver det i nitratform). Stoffet bruges ofte til gødskning af surbundsplanter, fordi røddernes ionbytning bevirker en forøgelse af brintionmængden i jorden, hvad der svarer til en forsuring af jorden.